# Panorpa japonica
Espèce
Panorpa japonica, la mouche scorpion du Japon, est une espèce de panorpes. Il s'agit d'insectes mécoptères de la famille des Panorpidae.